# Stephen Brett
Stephen Brett (* 23. November 1985 in Waiouru, Neuseeland) ist ein Rugby-Union-Spieler, der für Canterbury im Air New Zealand Cup und für die Crusaders in der Super 14 spielt. Er spielte 2007 außerdem noch für die Junior All Blacks. Er ist ein versierter Hintermannschaftsspieler, der jedoch die Position des Verbinders vorzieht, obwohl er auch als Innendreiviertel und Schlussmann spielen kann.
Brett ist bekannt für seine brillanten Lauf- und Passfähigkeiten. Des Weiteren arbeitet er noch immer hart daran, sein Kickspiel und seine Defensivfähigkeiten weiter zu verbessern.

## Karriere
Brett wurde im Jahr 2006 in den Super-Rugby-Kader der Crusaders berufen, doch er kam erst in der nächsten Saison zu seinem ersten Einsatz in der Super 14. Da der reguläre Verbinder Daniel Carter wegen des „Reconditioning-Programmes“ der All Blacks zur Vorbereitung auf die Weltmeisterschaft nicht im Kader der Crusaders war, bekam Brett seine Chance als Nummer 10. Er beendete die Super-14-Saison 2007 als Topscorer der Crusaders mit 90 Punkten.
Er behielt seine gute Form auch in der Saison 2008, in der er einen Versuch legte und den Preis als „Man of the Match“ beim 54:19-Sieg der Crusaders in Pretoria über die amtierenden Meister Bulls erhielt. Danach brach er sich beim 55:7-Sieg gegen die Cheetahs sein Schlüsselbein. Wegen der Verletzung musste Brett sechs Wochen pausieren. Am Ende der Saison gewann er mit seiner Mannschaft das Super-14-Turnier durch einen Finalsieg über die Waratahs aus Australien. Er galt als einer der Anwärter für einen Platz im Kader der „All Blacks“, ihm wurde jedoch Stephen Donald für die Testspiele im Juni und das Tri-Nations-Turnier vorgezogen. Er wurde stattdessen für die New Zealand Māori nominiert und trat für dieses Team im Pacific Nations Cup an.

## Privat
- Brett ist der Stiefsohn von Victor Simpson, der ein ehemaliger Innendreiviertel von Canterbury und den All Blacks ist.
- Außerhalb des Rugbyfeldes ist er ein leidenschaftlicher Golfer.